# Derrick Zimmerman
Derrick Dewayne Zimmerman (Monroe, 2 dicembre 1981) è un ex cestista statunitense, professionista nella NBA e in Europa.

## Carriera
È stato selezionato dai Golden State Warriors al secondo giro del Draft NBA 2003 (40ª scelta assoluta).

## Palmarès
- 2 volte NBA Development League Defensive Player of the Year Award (2005, 2006)
- All-NBDL Second Team (2005)